# 소년, 소년을 만나다
《소년, 소년을 만나다》는 2008년에 개봉한 대한민국의 LGBT 영화이다.
2008년 제13회 부산국제영화제에서 초연되었으며, 한국에서는 2008년 11월 20일 극장 개봉되었다.

## 줄거리
영화 '소년, 소년을 만나다'는 대사 없이 진행되는 단편 영화로, 민수와 석이의 만남과 관계를 그린다. 학교 공부를 가방에 넣다 필름통을 떨어뜨린 민수는 그 필름통이 석이의 발치로 굴러가는 것을 보게 된다. 석이가 필름통을 주워 건네주는 순간, 두 사람 사이에는 미묘한 감정이 흐른다. 자리에 돌아와 보니 다른 사람이 앉아 민수는 서서 가다 내릴 때, 석이가 따라 내렸기를 기대했지만 실망한다. 하지만 곧 석이와 다시 마주치고, 사랑에 대한 조언을 주는 요정이 나타난다. 석이는 모자를 벗고 민수에게 다가가 카메라를 돌려주는데, 사실 석이는 과거에 친구들과 함께 민수의 카메라를 훔쳤었다. 석이는 카메라를 돌려주기 위해 민수를 따라다녔던 것. 석이가 떠나려 하자 민수는 석이를 따라가 안고, 요정은 과거 석이가 카메라를 돌려주기 위해 민수를 기다렸던 장면들을 보여준다. 특히 마지막 장면은 두 사람이 다시 버스에 타기 직전의 모습이다.

## 캐스팅
- 김혜성 - 민수
- 이현진 - 석이
- 예지원 - 큐피드